# Elisa Maria Damião
Elisa Maria Ramos Damião (ur. 10 września 1946 w Alcobaça, zm. 7 maja 2022) – portugalska polityk, działaczka związkowa, parlamentarzystka krajowa, posłanka do Parlamentu Europejskiego (od 1998 do 2004).

## Życiorys
Kształciła się w zakresie administracji, studiowała nauki polityczne na Universidade Lusófona. Pracowała w dziale marketingu przedsiębiorstwa wydawniczego, następnie w portugalsko-szwedzkim koncernie okrętowym. Zaangażowała się w działalność związkową w ramach UGT, od 1979 była etatowym pracownikiem związku. W 1983 została zastępczynią sekretarza generalnego UGT. Przystąpiła również do Partii Socjalistycznej. W 1985 jako pierwsza kobieta weszła w skład sekretariatu krajowego tej partii. Pełniła także funkcję prezesa organizacji konsumenckiej UGC (União Geral de Consumidores).
Od 1987 do 1999 była deputowaną do Zgromadzenia Republiki V, VI i VII kadencji. W 1998 objęła mandat posłanki do Parlamentu Europejskiego IV kadencji. W wyborach w 1999 uzyskała reelekcję na V kadencję. Należała do grupy socjalistycznej, pracowała m.in. w Komisji Zatrudnienia i Spraw Socjalnych. W PE zasiadała do 2004.